# Квадрангл

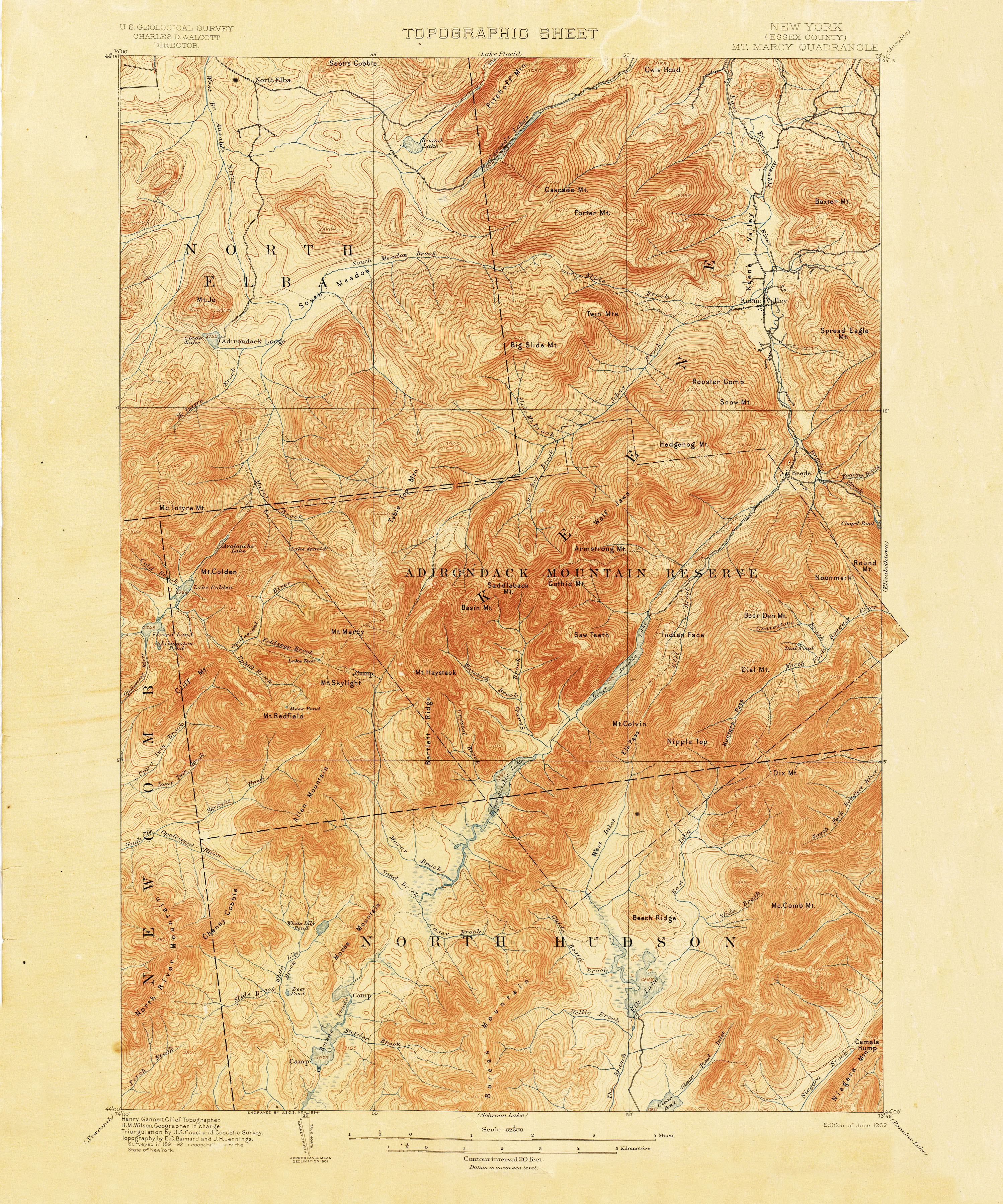
Нью-Йорк (округ Ессекс), Маунт Марсі, 1892 рік, USGS: квадранглова карта (топографічна мапа) місцевості навколо Маунт Мерсі, гірський хребет Адірондак, штат Нью-Йорк. Карта була виготовлена в перші десятиліття існування Геологічної служби США.

У геології чи географії слово «квадрангл»[невідомий термін] (англ. quadrangle, дослівно — «чотирикутник») в основному має стосунок до 7,5-мінутної квадранглової топографічної карти, розробленої й створеної під егідою Геологічної служби США (USGS), кожен квадрангл якої зазвичай отримує назву від місцевої фізіографічної деталі. Іноді також вживається скорочення «quad», особливо тоді, коли треба подати назву окремої карти; наприклад, у назві квадранглової карти Техасу для квадрангла «Рейнджер-Крік» вживається такий формат назви: «the Ranger Creek, Texas quad map». Такі карти за розміром відповідають одній четвертій старішого, 15-мінутного варіанту. На квадрангловій мапі північні та південні межі квадрангла не є прямими лініями — вони викривлені відповідно до форми стандартної проєкції ліній широти на земній кулі. Східні та західні межі, відповідно, зазвичай не є паралельними, оскільки вони відповідають земним лініям довготи. У Сполучених Штатах 7,5-мінутна квадранглова мапа покриває площу розміром від 49 до 70 квадратних миль.
Поверхні інших планет теж були поділені на квадрангли Геологічною службою США. Назви марсіанських квадранглів теж походять від назв місцевих географічних деталей.
Квадрангли, розміщені на полюсах планет чи інших небесних тіл іноді називають просто «регіонами», «областями» тощо (в англомовному варіанті — «areas»), оскільки вони мають не чотирикутну, а радше круглу форму.